# Tectarius coronatus
Tectarius coronatus is een slakkensoort uit de familie van de Littorinidae. De wetenschappelijke naam van de soort is voor het eerst geldig gepubliceerd in 1832 door Valenciennes.